# Tatort: Roomservice
Roomservice ist ein Fernsehfilm der Fernseh-Kriminalreihe Tatort. Es handelt sich um den 62. Ludwigshafener Fall mit Ulrike Folkerts als Lena Odenthal und Andreas Hoppe als Mario Kopper. Der Krimi wurde am Pfingstmontag, 25. Mai 2015 im Ersten ausgestrahlt und ist die 948. Tatort-Folge.

## Handlung
Hoteldirektor Dreusen ist dabei, seine 38 Mitarbeiter im Housekeeping-Bereich zum Putzen in den verschiedenen Etagen einzuteilen. Er bittet das Zimmermädchen Yasemin Akhtar, mit Suite 426 zu beginnen. Sichtlich nervös steuert die junge Frau daraufhin Suite 426 an und mit dem zweimaligen Ausspruch des Wortes „Housekeeping“ betritt sie das Zimmer, in welchem bereits der EU-Kommissar Joseph Sattler auf sie wartet, der das Zimmer bewohnt.
Währenddessen sucht der Journalist Wolfgang Schüttler Sattlers Ehefrau auf und berichtet, ihr Mann habe ein junges Zimmermädchen vergewaltigt. Valerie Sattler will ihn ohne Kommentar wegschicken, wird aber hellhörig, als der Journalist erklärt, es würde sich nicht um eine alte Geschichte, sondern einen aktuellen Fall handeln. Valerie Sattler ruft daraufhin ihren Mann in seinem Hotelzimmer an, wird aber von ihm auf später vertröstet. Kurze Zeit später stürzt Yasemin Akhtar aus einem oberen Stockwerk über das Treppengeländer in die Tiefe und ist sofort tot.
Lena Odenthal und Mario Kopper treffen im Hotel ein und werden sofort von Direktor Dreusen gefragt, wie lange „das Ganze denn dauern würde“, da es seine Gäste stören könnte. Odenthal lässt sich zunächst die Sachlage schildern und trifft verwundert auf die Fallanalytikerin Stern, die bereits eigenmächtig erste Untersuchungen vorgenommen hat. Als Odenthal erfährt, dass Sattler noch vor wenigen Minuten eine Suite bewohnte und dass es Vergewaltigungsvorwürfe gegen ihn gibt, ordnet sie seine sofortige Vernehmung an, die gleich im Hotel stattfinden soll.
Inzwischen stürmt ein weiteres Zimmermädchen auf Akhtars Leiche zu und fasst ihr trauernd an die Haare. Odenthal unterbindet dies, um keine Spuren zu zerstören. Stern untersucht indessen verschiedene Fallpositionen und stellt schließlich fest, dass Akhtar durch Fremdverschulden die Wendeltreppe hinabgestürzt sein muss.
Odenthal verhört zwischenzeitlich Joseph Sattler, der den einvernehmlichen Geschlechtsverkehr mit Yasemin Akhtar einräumt. Kurz darauf trifft seine angeforderte Anwältin ein: seine Ehefrau Valerie. Die verblüffte Kommissarin erfährt von ihr, dass sie angeblich kein Problem mit den Affären ihres Mannes hätte. Die äußerst motivierte Johanna Stern ist von Joseph Sattler als Täter überzeugt, insbesondere nachdem er auch ihr gegenüber anzüglich wurde. Nicht so Odenthal, was Konfliktpotenzial in sich birgt und schließlich in einen Streit der beiden ausartet.
Während Odenthal sich spät abends noch einmal in der Suite 426 umsieht, bedroht Akhtars Schwester Rana den Hoteldirektor Dreusen mit einem Messer. Sie weiß, dass Yasemins Sex mit Sattler ein Angebot Dreusens war, da er auch sie zu derartigen Dienstleistungen überreden wollte. So hält sie ihn für schuldig am Tod ihrer Schwester und will ihn dafür bestrafen. Doch Dreusen überwältigt die junge Frau und ist dabei sie zu misshandeln, als Odenthal hinzukommt und Rana vor weiteren Tritten bewahren kann.
Schließlich scheint Stern die Lösung des Falls gefunden zu haben und bestellt Joseph Sattler und seine Ehefrau ins Hotel, um den Tathergang zu besprechen und Sattler so zu überführen. Für Stern und Odenthal ist sicher, dass Valerie Sattler die Täterin ist. Ihr Mann hatte sie am Tatmorgen angerufen, da er Akhtar im Streit von sich gestoßen hatte und sie mit dem Kopf gegen ein Möbelstück geschlagen war und daraufhin leblos am Boden lag. Als die Ermittlerinnen schließlich am Ort des Geschehens, neben der Wendeltreppe, ankommen und Stern erklärt, dass Akhtar zum Zeitpunkt des Eintreffens von Valerie Sattler im Hotel noch lebte, ist schließlich auch Joseph Sattler von der Schuld seiner Ehefrau überzeugt. Er gerät in einen Streit mit Odenthal und Stern, wobei sich die drei vom Geländer entfernen. Kurz darauf hören sie einen Aufprall – Valerie Sattler stürzte sich hinunter.

## Hintergrund
Die Dreharbeiten erfolgen von Maran Film im Auftrag des SWR in Ludwigshafen am Rhein, Baden-Baden und dem Schlosshotel Bühlerhöhe unter dem Arbeitstitel Mord in Suite 426.

## Rezeption

### Einschaltquote
Die Erstausstrahlung von Roomservice am 25. Mai 2015 wurde in Deutschland von insgesamt 9,63  Millionen Zuschauern gesehen und erreichte einen Marktanteil von 27,9 Prozent für Das Erste.

### Kritik
Die Kritiker bei Bild.de urteilen recht nüchtern: „Lena Odenthal ist amtsmüde. Ja, sie darf auch schwach sein. Aber so langsam sollten sich die Macher etwas grundlegend Neues für Deutschlands dienstälteste TV-Kommissarin überlegen. Denn sonst werden auch ihre Zuschauer müde. ‚Roomservice‘ ist ein weiterer mittelmäßiger Ludwigshafener ‚Tatort‘ geworden. Kein Totalausfall, aber leider auch kein Highlight. Schade!“
Christina Kühnel bei T-Online sah das etwas anders: „Den privaten Dramen der Kommissare wurde im Vergleich zu den letzten Fällen vergleichsweise wenig Raum gegeben - zumindest in der ersten Hälfte. Da drehte sich alles ausschließlich um den Fall. […] Gekonnt griff der Krimi die Handlungsstränge der vergangenen Filme auf und brachte die Dinge endlich auf den Punkt. Nur wer die letzten Fälle nicht gesehen hatte, könnte zwischenzeitlich ein Problem gehabt haben, dem Film zu folgen.“